# Dalnokiné Konti Fáni

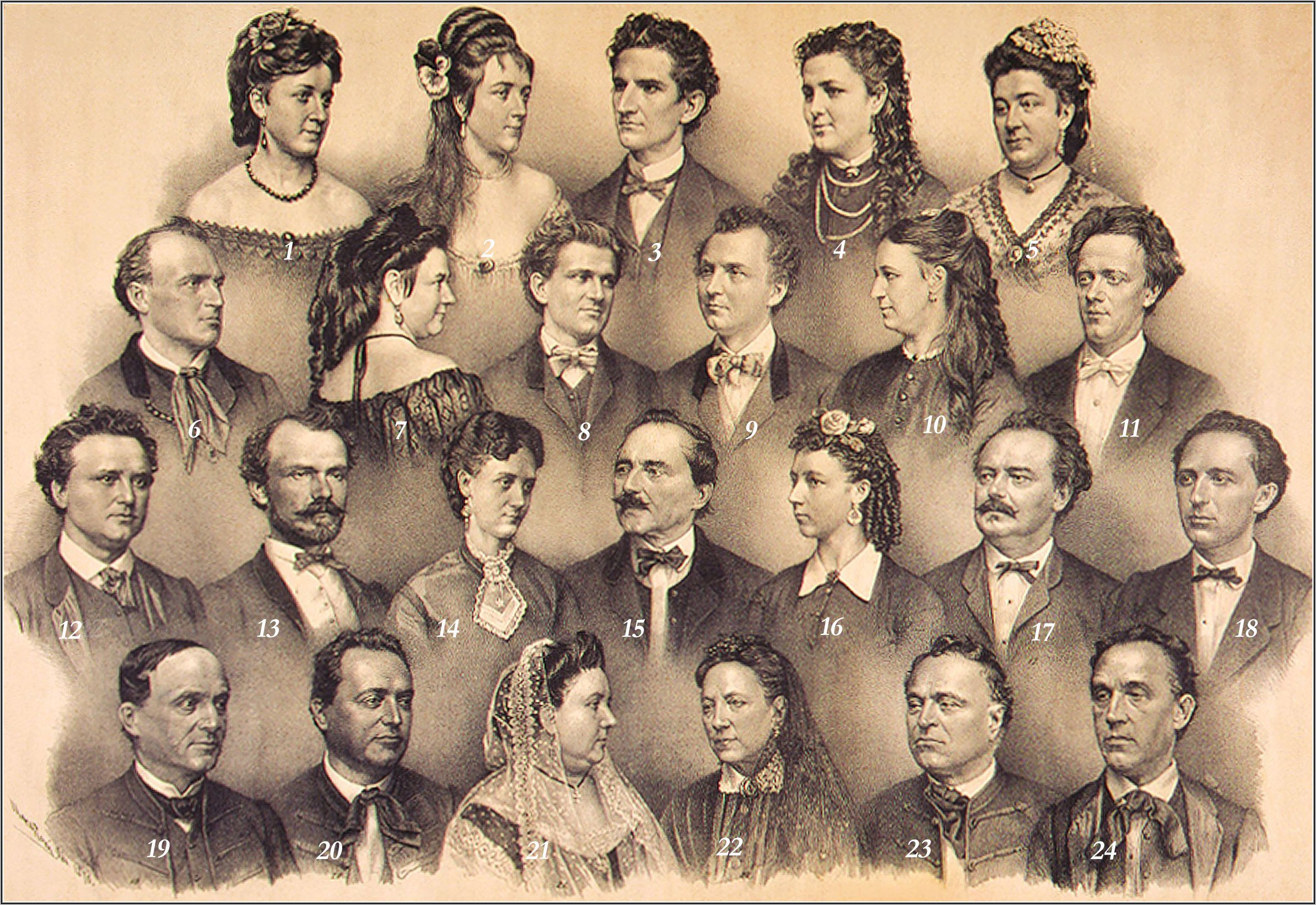
Az 1870-es debreceni színtársulatról készített tablón sorrendben a következő színészek láthatók: 1. Szakáll Róza (1848–1926); 2. Tannerné Szabó Róza, később Erkel Sándorné (1850–1922); 3. Bercsényi Béla (1844–1901); 4. Blaha Lujza (1850–1926); 5. Mándoky Béláné [Presly] Morzsai Emma (1844–1923); 6. Rónai Gyula (1828–1874); 7. Hetényi Laura, Molnárné (1830–1874); 8. Mándoky Béla (1839–1918); 9. Együd István (1838–1882); 10. Dalnoki Béniné, Konti Fáni (1842–1908); 11. Vízvári Gyula (1841–1908); 12. Gerecs János (1843–1910); 13. Dalfi Lőrinc; 14. Takács Emese, Bercsényiné (1847–1914); 15. Szabó József (1814–1875); 16. Szomolnoki Erzsi, Balla Istvánné; 17. Tanner István (1828–1878); 18. Dalnoki Béni (1838–1914); 19. Foltényi Vilmos (1820–1905); 20. Zöldi Miklós (1821–1876); 21. Foltényiné, Szákfy-Szabó Amália (1830–1901); 22. Zöldiné Szabó Julianna (1812–1886); 23. Dózsa József (1815–1886); 24. Philippovits István (1822–1885)

Dalnokiné Konti Fáni (névváltozat: Conti, született Stohl Franciska) (Pest, 1842 – Budapest, Erzsébetváros, 1908. október 19.) énekesnő (alt). Dalnoki Béni felesége, Dalnoky Viktor édesanyja.

## Pályafutása
Stohl János színház zenész és Arbesz Mária lánya. 1860-ban lépett fel először Kolozsvárott, majd 1862. november 18-án Aradon Szabó Józsefnél. A vidéki nagyvárosok közönsége különösen kedvelte alt hangját. Debrecenben, Kassán, Nagyváradon, Sopronban, Pécsett és Szabadkán is játszott. Az aradi színháztársulatnál az énekesnő áttért a zsidó vallásra, hogy Dalnoki Bénihez nőül mehessen. 1866-tól férjével, Dalnoki Bénivel együtt szerepelt. 1884 novemberétől, hogy férje mellett lehessen, a pesti Operaházban mint karénekes működött tovább. 1891-ben vonult nyugalomba. 1908. december 19-én délelőtt 10 órakor hunyt el Budapesten véredény elmeszesedés következtében.

## Fontosabb szerepei
- Azucena (Giuseppe Verdi: A trubadúr)
- Feodora (Doppler F.: Gróf Benyovszky)
- Nancy (Flotow: Márta)
- Pieretto (Donizetti: Linda)
- Marianna (Offenbach: Coscoletto)
- Abigail (Verdi: Nabucco)
- Magdalena (Verdi: Rigoletto)
- Márta (Gounod: Faust)
- Adalgisa (Vincenzo Bellini: Norma)
- Boszorkány (Ivan Zajc: Boissy-i boszorkány)

## Működési adatai
- 1860: Kolozsvár
- 1862–64: Szabó József, Philippovics István
- 1864–70: Follinus János
- 1870–72: Szabó József
- 1872–73: Latabár Endre
- 1873–75: Debrecen
- 1875–76: Arad
- 1876–79: Kolozsvár
- 1879–80: Mándoky Béla
- 1880–81: Bogyó Alajos
- 1883–84: Gerőffy Jakab
- 1884: Operaház